# Bad Boys (canción de Inner Circle)
«Bad Boys» es el título de una canción de la banda de reggae Inner Circle incluida en su álbum de 1987 One Way.

## Historia
La canción fue originalmente editada en 1987 en el disco de Inner Circle One Way, pero no fue lanzada como un sencillo en los Estados Unidos hasta 1989, siendo reeditada en 1992 como Lado B en el sencillo de Inner Circle, "Sweat (a la la la la long)".
Alcanzó el número uno en Noruega y Finlandia. En Estados Unidos llegó al número ocho en el Billboard Hot 100 y el número siete en el Top 40 Mainstream. En el Reino Unido alcanzó ell número 52 de la lista UK Singles Chart.
Es el tema de apertura de la serie de televisión estadounidense Cops y el tema principal de la franquicia Bad Boys.

## Posicionamiento en listas

### Listas semanales
| Listas (1991)                          | Mejor posición |
| -------------------------------------- | -------------- |
| Noruega (VG-lista)                     | 1              |
| Suecia (Sverigetopplistan)             | 2              |
| Listas (1993)                          | Mejor posición |
| Alemania (Offizielle Deutsche Charts)  | 35             |
| Australia (ARIA)                       | 25             |
| Austria (Ö3 Austria Top 40)            | 21             |
| Canadá (RPM Top Singles)               | 19             |
| Estados Unidos (Billboard Hot 100)     | 8              |
| Estados Unidos (Radio Songs)           | 15             |
| Estados Unidos (Hot R&B/Hip-Hop Songs) | 58             |
| Estados Unidos (Rhythmic)              | 27             |
| Estados Unidos (Mainstream Top 40)     | 7              |
| Finlandia (Suomen virallinen lista)    | 1              |
| Irlanda (IRMA)                         | 26             |
| Nueva Zelanda (Recorded Music NZ)      | 5              |
| Reino Unido (UK Singles Chart)         | 52             |

### Listas de fin de año
| Listas (1993)                    | Posición |
| -------------------------------- | -------- |
| Estados Unidos Billboard Hot 100 | 69       |